# Mallorcai Saura albaidai báróné
Mallorcai Saura (? – 1333 (körül)) vagy Mallorcai Laura/Maura, illetve Aragóniai Saura/Laura/Maura, katalánul: Saura/Laura/Maura de Mallorca, filla il·legítima del rei Jaume II de Mallorca, spanyolul: Saura/Laura/Maura de Mallorca, hija de Jaime II de Mallorca, olaszul: Saura/Laura/Maura di Maiorca, franciául: Saura/Maura/Laura de Majorque, okcitánul: Saura/Laura/Maura de Malhòrca, németül: Saura/Maura/Laura von Mallorca, latinul: Saura/Laura/Maura de Majoricis, Albaida bárónéja a Valenciai Királyságban és Sant Martí, valamint Subirats úrnője Katalóniában. A Barcelonai-ház mallorcai királyi ágának a tagja. Vilaragut Jolán mallorcai királyné anyja, Aragóniai Sancia nápolyi királyné féltestvére, Anjou Mária mallorcai királyné sógornője és II. András magyar király dédunokája.

## Élete

A Mallorcai Királyság címere

II. (Aragóniai) Jakab mallorcai királynak Saura de Monreal úrnővel folytatott kapcsolatából született leánya.
Első házasságát Pere Galceran (I) de Pinós i de Montcada pinósi báróval kötötte. A házassági szerződést 1299. október 10-én állították ki.
A kapcsolatukból egy fiú, Péter (1311 /körül/–1348/57) származott. A fiuk születése után röviddel azonban meghalt a férje.
Második férje Vilaragut (II.) Berengár, Albaida bárója, Sanmartí és Subirats ura lett.
A pápai diszpenzációt 1319. november 11-én állították ki. 
Ebből a házasságból három gyermeke született, köztük Vilaragut Jolán mallorcai királyné. 
Lánya, Jolán 1347-ben feleségül ment III. Jakab mallorcai királyhoz, aki anyja révén az elsőfokú unokatestvére volt. A mallorcai király, akit a sógora, IV. Péter aragóniai király 1343-ban elűzött Mallorcáról, mert nem volt hajlandó letenni neki a hűbéresküt, első felesége, Aragóniai Konstancia halála (1346) után egy évvel nősült újra. A házasságból két kislány született: Esclarmunda (1348–1349) és Mária, de mindketten meghaltak kiskorukban. Veje, a trónjáért küzdő III. Jakab 1349. október 25-én halt meg a IV. Péter ellen vívott Llucmajor melletti csatában Mallorca szigetén. A mallorcai király özvegye és gyermekei az aragón király fogságába kerültek. 

## Gyermekei
- 1. férjétől, Pere Galceran (I) de Pinós i de Montcada pinósi bárótól (–1312) úrtól, 1 fiú:
  - Péter (Pere Galceran II de Pinós i de Mallorca) (1311 /körül/–1348/57), II. Péter néven Pinós bárója Katalóniában, felesége Marquesa de Fenollet (Marquese de Fenouillet), 9 gyermek a házasságából+1 természetes fiú, többek között: 
    - Bernát (Bernat Galceran I de Pinós i de Fenollet) (–1421), I. Bernát néven Pinós bárója Katalóniában, 1. felesége Aldonça de Castre, Peralta bárónője, 4 gyermek, második felesége Urraca Fernández de Ahones (Arenós), 2 fiú, 3. felesége Santdina lo Sançal de Milany, 4 gyermek+2 természetes fiú, összesen 12 gyermek
- 2. férjétől, Vilaragut (II.) Berengártól (–1348 /körül/ vagy 1358 előtt/körül/után), Albaida bárójától, Sanmartí és Subirats urától, 3 gyermek:
  - Berengárion (Berengueró/Berenguerón) (1324 előtt–1353) kamarás és tanácsos, nem nősült meg, nem születtek gyermekei
  - Jolán (1320/25–1369/72), 1. férje III. (Aragóniai) Jakab (1315–1349) mallorcai király, 2 leány, 2. férje Braunschweigi Ottó (1320–1399), gyermekei nem születtek, 2 leány az első házasságából:
    - (1. házasságából): Aragóniai Esclarmunda (1348–1349) mallorcai királyi hercegnő
    - (1. házasságából): Aragóniai Mária (megh. fiatalon) mallorcai királyi hercegnő

  - Izabella (Erzsébet), férje Joan de So (–1347), Évol[3] algrófja, Albaida bárója, Subirats és Sant Martí ura, 2 fiú:
    - Berengár (–1347 után), I. Berengár néven Évol algrófja
    - Bernát (–1385), V. Bernát néven Évol algrófja, felesége Blanca d'Aragall, Miralles úrnője, 1 fiú